# Yoel Hoffmann
Yoel Hoffman (în ebraică יואל הופמן; n. 23 iunie 1937, Brașov, România – d. 25 august 2023, Israel) a fost un scriitor israelian de limbă ebraică, originar din România. În afara activității de prozator, el a fost și poet și filosof, traducător și cercetător al civilizației japoneze. Profesor emerit la Universitatea din Haifa.

## Date biografice
S-a născut în 1937 la Brașov într-o familie evreiască germanofonă.
La vârsta de un an a emigrat cu părinții în Palestina, aflată atunci sub regimul mandatului britanic. În anul 1941, la trei ani și jumătate a rămas orfan de mamă, iar până ce tatăl său s-a recăsătorit, când a împlinit șapte ani, a fost trimis în copilărie la un cămin de copii.
Ulterior a studiat la universitățile Kyoto și Tel Aviv. În timpul șederii în Japonia a petrecut doi ani într-o mănăstire budistă Zen.
În ultimii ani locuitor al localității Maalot-Tarshiha din nordul Israelului, Yoel Hoffmann s-a ferit, în general, de mass media și de campanii de relații publice și nu a acordat interviuri. A dus un mod de viață inspirat de buddhismul Zen
După anul 2010 Hoffmann s-a apropiat de hasidism. A obișnuit să se roage zilnic într-o sinagogă ortodoxă și a făcut un pelerinaj la Uman, la mormântul rabinului Nahman din Braslav.

## Activitatea sa științifică și didactică
Teza sa de doctorat s-a ocupat de analizarea diferențelor dintre concepția "eului" în Est și în Vest si s-a intitulat: „Ideea de "real" - Est și Vest: o comparație a conceptelor centrale din Budhismul Theravada și filosofia lui David Hume”.
A mai scris apoi  și alte lucrări în ebraică, engleză și japoneză. Yoel  Hoffman a predat ca profesor la departamentul de filologie comparată al Universității din Haifa.

## Activitatea sa literară
A publicat prima sa povestire la 49 ani în anul 1986 în revista literară "Agra" și a trezit un larg  interes.
În 1989 a apărut prima sa carte „Cartea lui Yosef” în care s-a distins deja stilul său caracteristic.
Mai apoi a publicat 4 nuvele, dintre care una , "Kaetzchen" (având un titlu și personaj cu numele însemnând "Pisicuță" în limba germană) a fost adaptată pentru televiziune.
Stilul său literar a fost intelectual, centrat adesea pe cuvinte și pe jocul lor amuzant (aducând aminte uneori de Eugen Ionescu), iar conținutul cărților lui e influențat de copilăria petrecută în mediul urban din Israel. În câteva din creațiile sale, stilul tinde spre abstract și poezie, folosind elemente întâlnite în cărți de rugăciune sau în vechi tractate, cu rânduri scurte, spații largi, paragrafe numerotate, punctuație vocalică (ca în poezii), explicații de cuvinte străine,  addende, ilustrații cu desene și fotografii etc.
Cărțile sale nu au întotdeauna o intrigă obișnuită.
Apreciat de critica israeliană și internațională (inclusiv de magazinul american „New Yorker”) ca unul din talentele cele mai originale ale literaturii ebraice, a fost tradus în limbile engleză, italiană,  germană și franceză.
Alături de Yaakov Raz, a fost considerat cel mai bun traducător de poezii Haiku în ebraică.

### Viața privată
Hoffmann a fost căsătorit vreme de 37 ani cu Varda, cu care a avut trei copii. Perechea a divorțat în 1997, când Varda s-a întors în orașul ei, Tzfat, unde a administrat camere pentru turiști.
Yoel Hoffman a decedat în august 2023 la vârsta de 86 ani.

## Opere literare
- Cartea lui Iosef    (יוסף , כתר)  (1989)
- Bernhart (ברנהרט , כתר)  , (1989)
- Christos al peștilor   (1כריסטוס של דגים , כתר, (991)
- Gutapercă (גוטפרשה , כתר, ([1993)
- Ce mai faci, Doloresמה שלומך דולורס, כתר)  , (1995))
- Inima e Katmandu (הלב הוא קטמנדו   , כתר, (2000)
- Shunra și Schmetterling (השונרא והשמטרלינג, רישומים יואל הופמן, כתר, ( [2001) schițe
- Efraim (אפרים, כתר), (2003)
- Curriculum Vitae,   (איורים יואל הופמן, כתר, (2007)
- Stări de spirit (מצבי רוח ,2010 )

### Traduceri si antologii
- Vocile pământului- fragmente alese din scrierile învățatului Chuang Tse traducere din  chineză ed Masada , 1977
- Unde au dispărut glasurile? povestiri Zen, traducere din chineză și japoneză 1980 ed Masada
- Rostind versuri în pragul morții - selecție de versuri japoneze și un eseu introductiv- ed Masada , 1985
- Cartea Zen al  lui Josho - editată și prefațată, ed Babel,2007 traducere din  chineză în engleză de către Yoel Hoffman., iar din engleză în ebraică de către Dror Burnstein

### Cărți pentru copii
- În februarie merită să cumperi elefanți - ilustrații de Karmi Gal, ed Masada 1988 , Givatayim

## Lucrări în domeniul culturii din estul Asiei
- The Sound of the one Hand,(Sunetul uneia din mâini) (281 Zen Koans with answers, translated with a commentary) Bantam books.New York, 1977, 322 pages published also by Basic Books, New york, 1975, by paladin and Sheldon Press,Great Britain, 1977. Translated to German under the title Der Ton Der Einen Hand, Barth Verlag, Munchen, 1978.

- Every End Exposed (the 100 koans of master kido, with the answers of Hakuin, translated with a commentary)

Autumn Press (distribution -Random House), U.S.A. 1977, 127 pages.
- Radical Zen (The sayings of joshu, translated with a commentary) Autumn Press (distribution - Random House)

U.S.A., 1978, 160 pages. Translated to Italian Zen Radicale Ubaldini Editore, Roma, 1979.
- A participat prin capitolele 8 - 9 la cartea editată de Ben Ami Scharfstein:

Philosophy East - Philosophy West (A critical comparison of Indian, Chinese Islamic and European Philosophy,(Filosofie din Est / Filosofie din Vest - o comparație critică a filosofiilor indiană, chineză, islamică și europeană)
Edited by B.A. Scharfstein). Authors: B.A. Scharfstein, I. Alon, S. Biderman, D. Dror, Y. Hoffmann. Basil
Blackwell (U.K.) Oxford (U.S.A.). 1978, 359 pages. Chapters 8 and 9 (247 - 290) by Yoel Hoffmann.

## Distincții
- Premiul Bialik - 2002 - din partea primăriei orașului Tel Aviv
- Premiul Newman - din partea Universității Bar Ilan
- Premiul primului ministru (alături de alți scriitori) - 2007
- Koret Jewish Book Award -